# Cicho sza!
Cicho sza! (Chup Chup Ke, ang. Sneaking) – indyjski komediodramat miłosny wyreżyserowany w 2006 roku przez Priyadarshana indyjskiego reżysera z Kerali, twórcy filmów w języku malajalam i czasem ich remake'ów w języku hindi. Ten film to właśnie remake komedii w języku malajalam Punjabi House. To trzeci z filmów, w których w rolach głównych wystąpili razem Shahid Kapoor i Kareena Kapoor. W rolach drugoplanowych Neha Dhupia, Sunil Shetty, Paresh Rawal, Om Puri i Anupam Kher. Tematem filmu jest bankructwo finansowe młodego człowieka obciążające rodzinę, próba wyjścia z niego z twarzą za cenę odwrócenia się od swojej przeszłości, korzeni i tożsamości. To także historia miłości, której najwyższym wyrazem jest poświęcenie swojego szczęścia w imię szczęścia ukochanej osoby.

## Fabuła
Jeetu (Shahid Kapoor) nie ma szczęścia w interesach. Czego się dotknie to nie zamienia się w złoto, ale w długi. Przemyka się ulicami miasteczka uciekając od wierzycieli. Aby oszczędzić wstydu sobie, ojcu (Anupam Kher) i narzeczonej Pooji szuka ucieczki w śmierci rzucając się na oczach wierzycieli w morze. Nieprzytomnego wyławiają rybacy daleko od domu koło Kalkuty. Uznany przez swoją rodzinę za nieżyjącego zamieszkuje w domu bogacza z  Gudźaratu Prabhata Singha Chauhana (Om Puri). Służąc jemu i jego rodzinie. Przypadek sprawia, że zostaje uznany za głuchoniemego. Jeetu nie prostuje pomyłki. Udaje głuchoniemego, czym zwraca na siebie uwagę córki pana domu rzeczywiście niemej Shruti (Kareena Kapoor). Przez nią i jej siostrę Meenakshi Jeetu zostaje wciągnięty w intrygę. Ma zadzwonić do rodziny, z którą Shruti ma połączyć wkrótce niechciane aranżowane małżeństwo i przeczytać niezrozumiały dla niego tekst w języku gudżarati. Jeetu nie wie, że oświadcza właśnie, że jest kochankiem Shruti, która liczy, iż w ten sposób uniknie ślubu z kochającym nie ją, ale jej pieniądze mężczyzną.

## Obsada
- Shahid Kapoor – Jeetu
- Kareena Kapoor – Shruti Singh Chauhan
- Neha Dhupia – Meenakshi Singh Chauhan
- Sunil Shetty – Mangal Singh Chauhan
- Rajpal Yadav – Bandya
- Paresh Rawal – Gundya
- Sushma Reddy – Pooja
- Shakti Kapoor – Natwar
- Anupam Kher – ojciec Jeetu
- Om Puri – Prabhat Singh Chauhan

## Piosenki
Muzykę do filmu stworzył Himesh Reshammiya, nagradzany i nominowany do nagród za muzykę w takich filmach jak:  Aashiq Banaya Aapne, Tere Naam, Humraaz, Aitraaz, Dil Maange More.
1. Shabe Firaq
2. Dil Vich Lagya
3. Ghoomar
4. Aaya Re
5. Tumhi Se
6. Mausam Hai Bada Qatil
7. Shabe Firaq (Remix)
8. Dil Vich Lagya (Remix)
9. Ghoomar (Remix)